# Fontrieu
Fontrieu is een gemeente in het Franse departement Tarn (regio Occitanie). De plaats maakt deel uit van het arrondissement Castres. Fontrieu is op 1 januari 2016 ontstaan door de fusie van de gemeenten Castelnau-de-Brassac, Ferrières en Le Margnès. 

## Geografie
Fontrieu heeft een oppervlakte van 102,62 km².

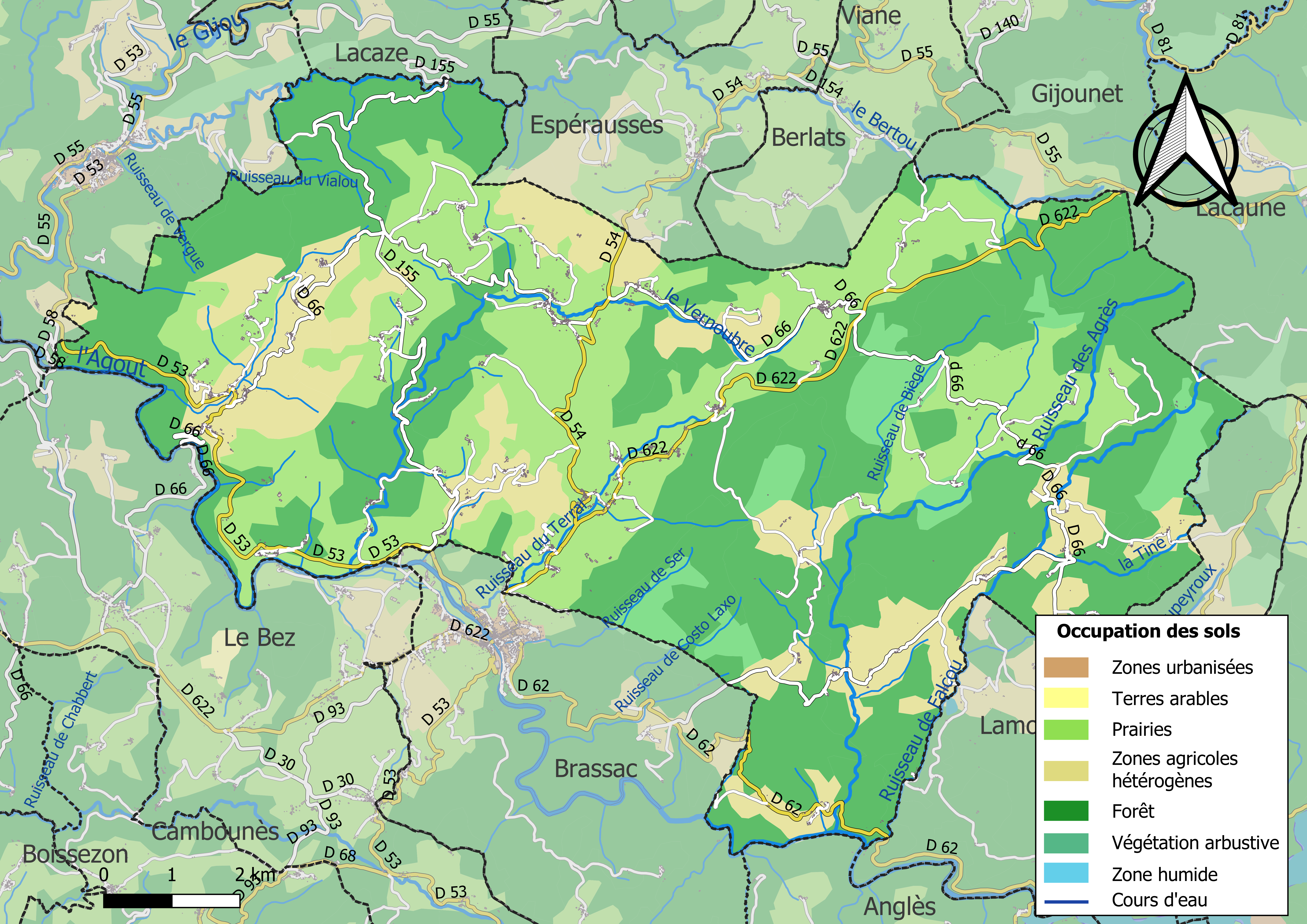
Kaart van de gemeente met de belangrijkste infrastructuur, bodemgebruik en omliggende gemeenten